# جلان مور
جلان مور (بالإنجليزية: Glen Moore)‏ هو عازف جاز وملحن أمريكي، ولد في 28 أكتوبر 1941 في بورتلاند في الولايات المتحدة.

## وصلات خارجية
- جلان مور على موقع ميوزك برينز (الإنجليزية)
- جلان مور على موقع أول ميوزيك (الإنجليزية)
- جلان مور على موقع ديسكوغز (الإنجليزية)